# Mišnjak (Unije)
Koordinati:   44°39′34″N, 14°17′08″E
Mišnjak je majhen nenaseljen otoček v Jadranskem morju, ki pripada Hrvaški.
Mišnjak leži med rtoma Mišnjak in Pejni okoli 0,2 km vzhodno od otoka Unije. Njegova površina meri 0,017 km². Dolžina obalnega pasu je 0,46 km. Najvišja točka otočka je visoka 4 mnm.